# Le ciel lui tombe sur la tête
Le Ciel lui Tombe sur la Tête (Brasil: Asterix e o Dia em que o Céu Caiu / Portugal: O Céu Cai-lhe em cima da Cabeça)  é o trigésimo-terceiro álbum da série de banda desenhada franco-belga Astérix, escrito e ilustrado por Albert Uderzo e publicado em 2005. É o oitavo álbum produzido apenas por Uderzo, após o falecimento de René Goscinny em 1977.

## Publicações em português
No Brasil foi publicado pela Editora Record e em Portugal foi publicado pela Edições ASA com tradução de Maria José Magalhães Pereira e Paula Caetano.